# Castelo de Saint-Leu

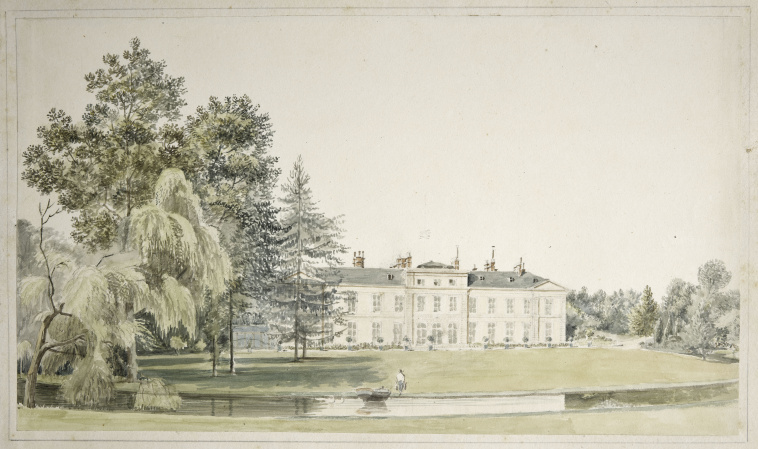
Aspecto do Castelo de Saint-Leu cerca de 1807

O Château de Saint-Leu foi um palácio da França situado na comuna de Saint-Leu-la-Forêt, departamento do Val-d'Oise, na região da Île-de-France. Este edifício foi construído no final do século XVII para Lorieul de la Noue, Secretário do Rei, tendo sido demolido em 1837.

## História
Antes da Revolução Francesa, a aldeia de Saint-Leu-la-Forêt contava com dois châteaux: o château de cima, demolido e reconstruído em meados do século XVII, e o château de baixo, construído em 1693 por Lorieul de la Noue, Secretário do Rei.
O château de baixo foi adquirido, em 1774, ao presidente Droin pelo financeiro Jean-Joseph de Laborde, o qual desejava dispôr de uma residência menos distante de Paris que o seu Château de La Ferté-Vidame. Laborde mandou transformar o palácio e arranjar um parque à inglesa, percorrido por um riacho saíndo de um grande rochedo. Um pequeno templo rectangular e uma ponte de madeira atravessando a ribeira, sobre a qual se podia circular de barco, embelezavam esse jardim.
Em 1777, Laborde cedeu o domínio ao financeiro Nicolas Beaujon. Este revendeu-o, em 1780, ao Duque de Chartres, futuro Philippe Égalité, a quem a Condessa de Genlis, "governanta" da educação dos seus filhos, havia convencido a adquirir um domínio próximo de Paris onde ela podesse passar temporadas com os jovens príncipes, durante o período estival, para se ocupar da sua formação.
Em 1804, Louis Bonaparte e a sua esposa, Hortense de Beauharnais, adquiriram o château de cima e o château de baixo. Fizeram demolir o primeiro e reuniram os dois domínios, formando um parque com cerca de 80 hectares. O parque foi, então, reorganizado por Louis-Martin Berthault, que trabalhava igualmente no Château de Malmaison. A parte superior foi embelezada com construções (um vale suiço com cabanas, a ponte do diabo sobre um caminho encaixado, um monumento egípcio) enquanto que na parte inferior foram criados três tanques. Este jardim é conhecido por gravuras como a de Constant Bourgeois.
Depois da separação do seu marido (que tomou o título de "Conde de Saint-Leu"), em 1810, a rainha Hortense conservou o Château de Saint-Leu, onde deu festas brilhantes. Em 1814, Luís XVIII fê-la Duquesa de Saint-Leu mas, em 1815, acusada de colaborar na preparação do regresso de Napoleão I, tomou o caminho do exílio, sendo obrigada a abandonar Saint-Leu.
Em 1816, o domínio foi adquirido por Luís VI Henrique de Bourbon-Condé, Duque de Bourbon, Príncipe de Condé em 1818, o qual desejava dispôr de uma residência no limite da floresta de Montmorency, a qual lhe pertencia. Instalou-se, então, no palácio com a sua amante, a intriguista Baronesa de Feuchères.
Em 1830, o príncipe foi encontrado dependurado na tranca da janela do seu quarto, no primeiro andar do palácio. Apesar de a sua amante, a quem ele deixou uma fortuna importante, ter sido suspeita de assassinato, ela não foi perseguida, uma vez que a justiça não conseguiu provar que a morte do príncipe não se devera a causas naturais.
Herdeira do palácio, a Baronesa de Feuchères, sujeita à hostilidade local depois deste acontecimento retumbante, não tardou a revender a propriedade. No entanto, a manutenção do domínio mostrou-se muito dispendiosa, pelo que o palácio foi demolido em 1837 e o parque foi loteado.
Em Junho de 1844, um monumento comemorativo foi elevado à memória do Príncipe de Condé. A cruz que o encabeça, é suposto indicar a direcção precisa onde se encontrava a tranca onde foi encontrado dependuradou. Este monumento ainda existe. Do parque do palácio, por vingança, não restam mais que fracos vestígios.